# 優良
| ウィキペディアには「優良」という見出しの百科事典記事はありません（タイトルに「優良」を含むページの一覧/「優良」で始まるページの一覧）。 代わりにウィクショナリーのページ「優良」が役に立つかもしれません。 |